# 에스엔유프리시젼
에스엔유프리시젼(SNU Precision)은 대한민국의 LCD 제조장비 및 태양전지와 OLED 제조장비 기업이다. 본사는 서울특별시 관악구 봉천로 576, 동아타운 201호 (봉천동)에 위치해 있다.
대표이사는 구병완이며 OLED, LCD, 2차전지,반도체 등의 산업용 제조장비 사업을 영위하고 있다.

## 참고 문헌
1. ↑  기술분석보고서
2. ↑  이수환, 에스엔유프리시젼, 4BCD텍에 OLEDoS 증착 장비 첫 공급, 디엘렉, 2024.08.22
3. ↑  김기태, 반도체 장비 에스엔유 아산에 둥지, 중도일보, 2009-11-26